# 극장판 카케구루이2: 절체절명의 러시안 룰렛
극장판 카케구루이2: 절체절명의 러시안 룰렛(일본어: 映画 賭ケグルイ 絶体絶命ロシアンルーレット)은 2021년 일본 스릴러 영화이다. 카케구루이의 후속작 실사영화이며 오리지널 스토리이다.

## 출연

### 주연
- 하마베 미나미 : 쟈바미 유메코 역
- 타카스기 마히로 : 스즈이 료타 역

### 조연
- 후지이 류세이 : 시키가미 마쿠로 역
- 야모토 유마 : 키와타리 준 역
- 모리카와 아오이 : 사오토메 메아리 역
- 마츠다 루카 : 스메라기 이쓰키 역
- 오카모토 나츠미 : 니시노토인 유리코 역
- 야나기 미키 : 이키시마 미다리 역
- 마츠무라 사유리 : 유메미테 유메미테 역
- 오노데라 아키라 : 니토베 규 역
- 이케다 에라이자 : 모모바미 키라리 역
- 나카무라 유리카 : 이가라시 사야카 역
- 미토 나츠메 : 요모츠키 루나 역
- 나카가와 타이시

## 참고 사항
- 제24회 상하이 국제 영화제 및 제25회 판타지아 국제 영화제에서 특별 상영 작품으로 출품되었다.